# 완성구

완성 구의 위치

완성구(한국어: 만성구, 중국어: 万盛区, 병음: Wànshèng Qū)는 중화인민공화국 충칭시의 행정구역이다. 넓이는 566km2이고, 인구는 2007년 기준으로 270,000명이다.

## 기후
연평균 기온은 18.1°C이고 연평균 강수량은 1282.4mm이다.

## 행정 구역
2개 가도, 8개 진을 관할한다.
- 가도 : 万盛街道、东林街道。
- 진 : 万东镇、南桐镇、青年镇、关坝镇、丛林镇、石林镇、金桥镇、黑山镇。